# Трансіранський маршрут
Трансіранський маршрут (англ. Persian Corridor) — один з маршрутів доставки вантажів зі США та Великої Британії до СРСР під час Другої світової війни. Вантажі, в основному, постачалися в рамках ленд-лізу.

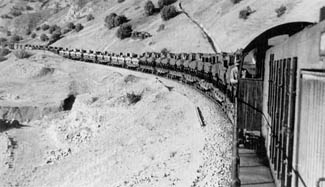
Потяг, що прямує по трансіранському маршруту.

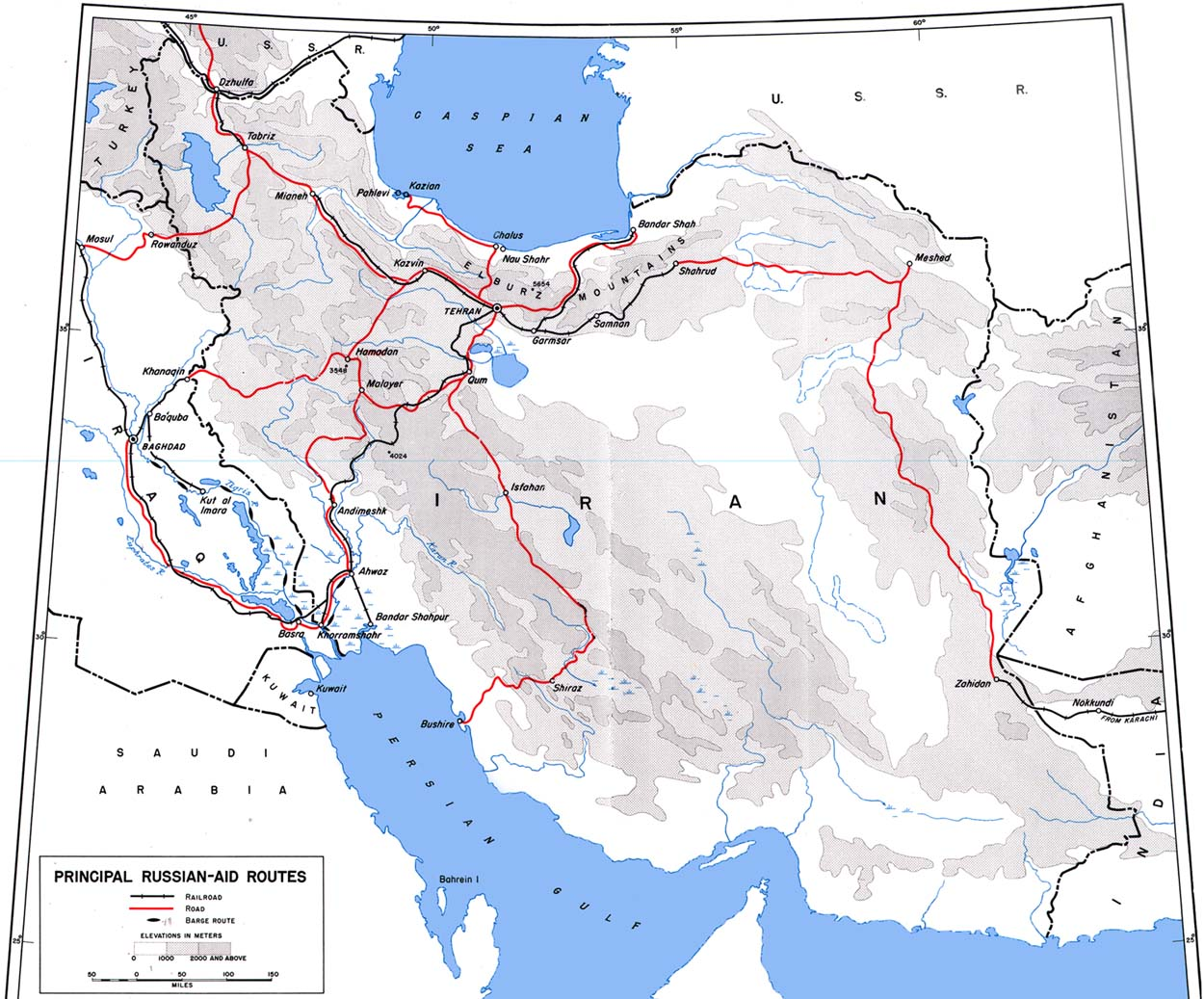
Мапа маршруту

Трансіранський маршрут у серпні 1941 року дозволяв транспортувати лише 10 000 тонн на місяць. Щоб збільшити обсяги поставок, потрібно провести масштабну модернізацію транспортної системи Ірану, зокрема, портів у Перській затоці та трансіранській залізниці. З цією метою союзники (СРСР та Велика Британія) у серпні 1941 року окупували Іран. До жовтня 1942 року обсяги постачання вдалося підвищити до 30 000, а до травня 1943 — до 100 000 тонн на місяць.
Територією Ірану вантажі доставлялися до кордонів СРСР як силами радянських військовослужбовців, а й задіяна військово-транспортна служба Британсько Індійської армії . Декілька індійських військовослужбовців були нагороджені радянськими орденами.
На далі відправка вантажів здійснювалася суднами Каспійської військової флотилії, які до кінця 1942 року зазнавали активних атак німецької авіації. Морська частина шляху від східного узбережжя США до берегів Ірану (а саме до портів Бушира і Басри) займала близько 75 діб .
Усі імпортні машини, що зосереджуються у м. Джульфа, переганялися своїм ходом у р. Орджонікідзе .
Спеціально для ленд-лізівських поставок в Ірані було збудовано кілька автомобільних заводів.

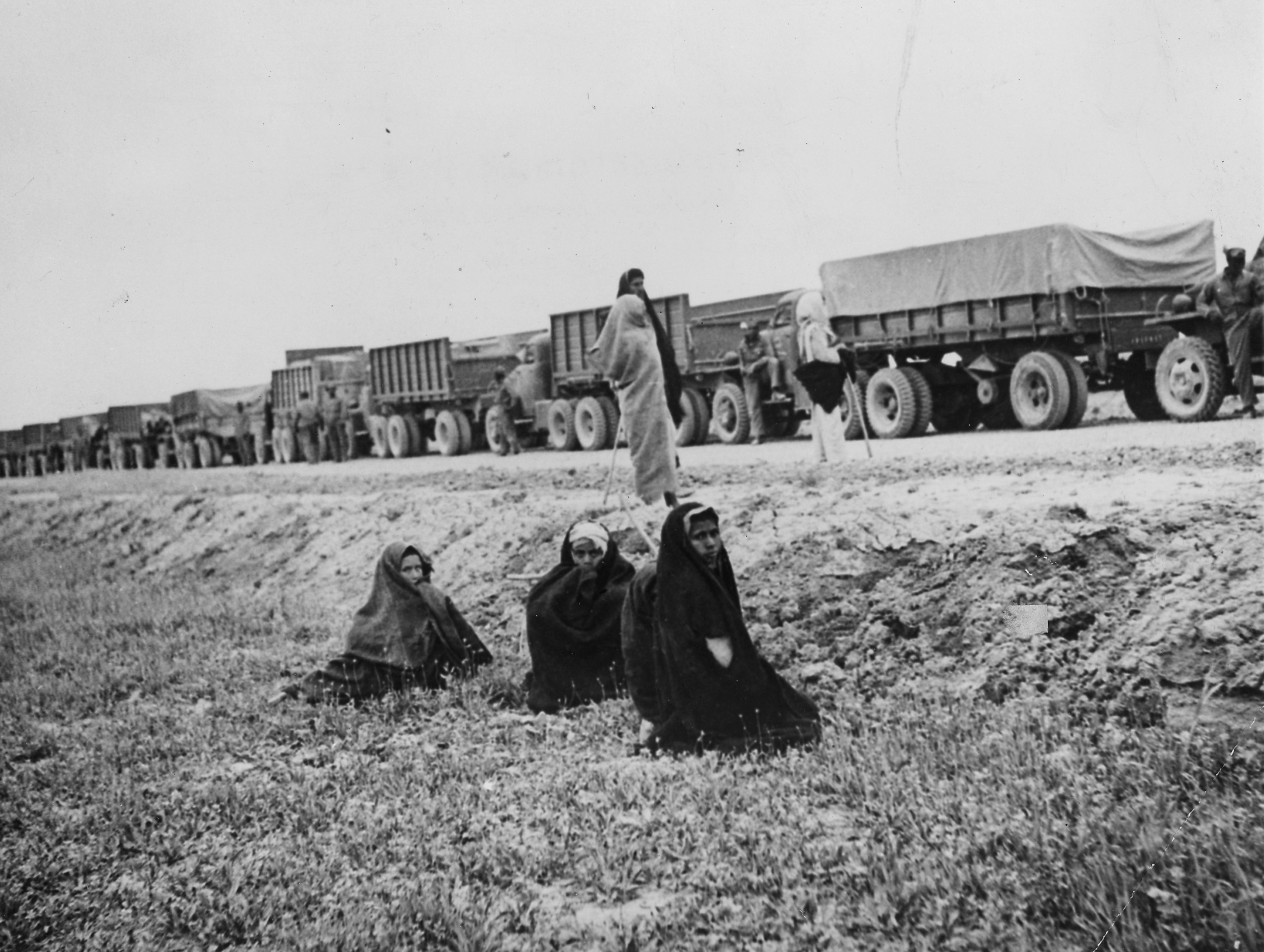
Студебекери в Ірані на шляху до СРСР

## Документи
- Наказ про організацію перегону імпортних автомашин з м. Джульфи в м. Орджонікідзе № 0230 3 квітня 1943[3][4]